# Mieke Kröger
Mieke Kröger (Bielefeld, Rin del Nord-Westfàlia, 19 de juliol de 1993) és una ciclista alemanya que ha destacat en la ruta i en la pista. Especialista en la persecució i el contrarellotge, el 2015 es va proclamar Campiona del món per equips en aquesta en aquesta última especialitat.

## Palmarès en ruta
- 2010
  -  Campiona d'Alemanya júnior en contrarellotge
- 2011
  -  Campiona d'Alemanya júnior en ruta
  -  Campiona d'Alemanya júnior en contrarellotge
- 2012
  - 1a al Sparkassen Giro Bochum
- 2014
  -  Campiona d'Europa sub-23 en Contrarellotge
- 2015
  -  Campiona del món en contrarellotge per equips
  -  Campiona d'Europa sub-23 en Contrarellotge
  -  Campiona d'Alemanya en contrarellotge
- 2016
  -  Campiona d'Alemanya en ruta
- 2018
  - 1a la Volta a Bèlgica i vencedora d'una etapa
  - Vencedora d'una etapa a la Healthy Ageing Tour
  - Vencedora d'una etapa a la Gracia Orlová
- 2023
  -  Campiona d'Alemanya en contrarellotge
- 2024
  -  Campiona d'Alemanya en contrarellotge

## Palmarès en pista
- 2011
  -  Campiona d'Europa júnior en Persecució
- 2012
  -  Campiona d'Alemanya en Persecució
- 2013
  -  Campiona d'Alemanya en Òmnium
- 2014
  -  Campiona d'Europa sub-23 en Persecució
- 2015
  -  Campiona d'Alemanya en Persecució